# Polyzonium eburneum
Polyzonium eburneum är en mångfotingart som beskrevs av Karl Wilhelm Verhoeff 1907. Polyzonium eburneum ingår i släktet Polyzonium och familjen koppardubbelfotingar.

## Underarter
Arten delas in i följande underarter:
- P. e. cadoricum
- P. e. eburneum